# Natasha Cheij
Natasha Cheij Bermúdez (Barranquilla, 27 de febrero de 1985) es una periodista y presentadora colombiana de ascendencia siria. Pasó sus primeros doce años de vida en Lagos, Nigeria. Regresó a su ciudad natal Barranquilla en 1996 donde finalizó sus estudios secundarios. Desde marzo de 2017 hasta marzo de 2024 fue conductora del programa La Hora ¡Hola! del canal ¡Hola! TV, también es columnista y reside en Miami, Florida, Estados Unidos.

## Carrera
Estudió comunicación social y periodismo en la Pontificia Universidad Javeriana de Bogotá. Inició su carrera en televisión en el año 2007 en el canal CM& en Bogotá como presentadora y periodista del programa Agenda CM&. Presentó el programa Magazín 13, del canal 13.
Luego pasó al Canal RCN donde se integró al proyecto News in English como periodista y presentadora del noticiero en inglés. Se desempeñó como presentadora y periodista del programa Agenda Internacional (hoy fuera del aire) y de los Informativos del canal internacional de noticias NTN24.